# Hal Reid
Pour les articles homonymes, voir Reid.
Hal Reid est un scénariste, acteur et réalisateur américain né le 14 avril 1862 à Cedarville (États-Unis), et mort le 22 mai 1920 à New York (États-Unis).

## Filmographie

### Comme scénariste
- 1910 : A Tale of the Sea
- 1919 : The Two Brides : Donata di Marchesi
- 1912 : Indian Romeo and Juliet
- 1912 : Cardinal Wolsey
- 1912 : The Seventh Son
- 1912 : The Victoria Cross
- 1912 : Curfew Shall Not Ring Tonight
- 1912 : Human Hearts de Otis Turner
- 1912 : Every Inch a Man
- 1913 : A Rose of Old Mexico de Wallace Reid
- 1913 : When Luck Changes de Wallace Reid
- 1913 : Via Cabaret de Wallace Reid
- 1913 : Hearts and Horses de Wallace Reid
- 1913 : Thou Shalt Not Kill
- 1913 : The Deerslayer
- 1914 : Another Chance
- 1914 : At Dawn
- 1914 : Human Hearts de King Baggot
- 1917 : Mothers of Men
- 1922 : Le Cœur humain (Human Hearts) de King Baggot (2e version)

### comme acteur
- 1910 : La Fille d'Arizona (The Girl from Arizona) de Joseph A. Golden et Theodore Wharton
- 1910 : Becket : Cardinal Wolsey
- 1911 : Wig Wag : The Father
- 1911 : One Touch of Nature : The Christian Father
- 1912 : The Path of True Love
- 1912 : The Course of True Love
- 1912 : Jean Intervenes
- 1912 : Indian Romeo and Juliet
- 1912 : The Hobo's Redemption
- 1912 : Cardinal Wolsey
- 1912 : Father Beauclaire : Father Beauclaire
- 1912 : Virginius : Virginius
- 1912 : A Nation's Peril de Joseph A. Golden
- 1912 : Rip Van Winkle : Rip Van Winkle
- 1912 : Every Inch a Man : The Father
- 1913 : The Deerslayer : Hurry Harry March
- 1914 : Dan : Colonel Dabney
- 1915 : Time Lock No. 776 : Henry Morton
- 1917 : Mothers of Men : Jack Scranton
- 1918 : Little Miss Hoover : Major Jonathan Craddock

### comme réalisateur
- 1912 : Jean Intervenes
- 1912 : The Seventh Son
- 1912 : At Scrogginses' Corner
- 1912 : The Woman Haters
- 1912 : The Victoria Cross
- 1912 : Old Love Letters
- 1912 : Love in the Ghetto
- 1912 : Father Beauclaire
- 1912 : Curfew Shall Not Ring Tonight
- 1912 : Kaintuck
- 1912 : Virginius
- 1912 : Votes for Women (en)
- 1912 : A Man's Duty
- 1912 : At Cripple Creek
- 1913 : Thou Shalt Not Kill
- 1913 : The Deerslayer
- 1915 : Time Lock No. 776
- 1915 : Prohibition
- 1915 : Thou Shalt Not Kill